# Autoværn
Autoværn er en rækværkskonstruktion, som har til formål at begrænse personskader, hvis et køretøj utilsigtet forlader vejen. Autoværnet skal designes med henblik på at indfange køretøjet og lede det langs autoværnet eller tilbagekaste i en lille vinkel, med minimal skadesrisiko for passagererne.
Autoværn opsættes for at undgå kollision med farlige genstande såsom bygninger, store træer, skilte og master samt undgå at biler kører udover farlige skråninger. Desuden opsættes autoværn i midterrabatter for at undgå frontalkollisioner. Autoværn opdeles i enkelt- og dobbeltside autoværn. Enkeltside autoværnet er beregnet for påkørsel fra en side og opstilles som side autoværn og midte autoværn hvor midterrabatten er bred nok til at arbejdsbredden kan efterleves( se billedet på siden). Dobbeltside autoværn er beregnet til påkørsel fra begge sider og opsættes i midterrabatter, hvor der ikke er nok arbejdsbredde til 2 enkeltside autoværn.
Autoværn produceres fortrinsvis i zink, beton, stål og træ.

## CE-mærkning
Autoværn testes i henhold til europæisk standard EN 1317-1 og EN 1317-2 . Testene giver en styrkeklasse, arbejdsbredde og en skadesrisiko, som fremgår af autoværnets CE-certifikat.